# Геральдика Испании

Герб короля Испании

Традиции и искусство геральдики появились в Испании примерно в начале XI века, и её зарождение было сходно с аналогичными процессами в других европейских странах, собственные гербы требовались рыцарям и другим представителям знати, прежде всего для распознавания во время рыцарских поединков и турниров.

## Особенности

Структура герба идальго

Формирование геральдического языка в Испании поначалу было традиционным для стран Западной Европы, любой человек мог стать обладателем собственного герба, но вскоре это стало исключительной привилегией дворянства. При разработке дизайна личных гербов учитывались изображения гербов родственников как по отцовской, так и по материнской линиям. В XVIII—XIX веках испанское дворянство использовало следующее правило деления щита — четверочастное деление, при этом дизайн герба каждого дедушки и бабушки помещался в свою четверть в следующем порядке:
1. Герб деда по отцовской линии.
2. Герб деда по материнской линии.
3. Герб бабушки по отцовской линии.
4. Герб бабушки по материнской линии.

Стиль и практика испанской геральдики лежат в русле иберийских геральдических традиций и имеют много сходных черт с португальской геральдикой. Наиболее распространённой формой геральдического щита, используемой в Испании, является иберийский стиль (также называемый «полуостров», «испанский» или «португальский») — квадратный сверху и закруглённый снизу. Изображения на испанских гербах могут изображать исторические события (или военные действия). Для испанской геральдики также характерно широкое использование контрастной каймы у края щита, деление щитов, а также такие элементы геральдики, как гребни и шлемы. Традиции иберийской геральдики допускают размещение слов и букв в поле щита, что считается неправильным в геральдике Северной Европы.
Испанское дворянство, в отличие от других европейских стран, почти полностью было сформировано выходцами из военных, лишь немногие дворянские семьи были выходцами из торговли (или церкви). Многие простолюдины Испании и Португалии, поступив на военную службу, делали успешную карьеру и приобретали дворянское звание. В испанской геральдике герб является символом семьи и наследуется подобно любой другой форме собственности.

Герб Хуана Австрийского, незаконнорожденного сына Карла V, императора Священной Римской империи и короля Испании

В отличие от большей части Европы, в Испании фамильные гербы и титулы могли наследоваться как по мужской, так и по женской линии. Кроме того, гербы и титулы могли наследоваться внебрачными детьми. Королевские грамоты, дающие право на дворянство у многих знатных испанских семей содержали завещания в пользу незаконнорожденных детей в случае отсутствия законных наследников. Незаконнорожденные дети в Испании по своим возможностям наследования делились на 3 категории:
1. Кровные дети, рождённые одинокими (или овдовевшими) родителями, статус которых мог быть узаконен путём заключения брака их родителей (или заявлением их отца о том, что они являются его наследниками).
2. Незаконнорожденные дети, чьи родители по различным причинам не могли заключить брак. Статус этих детей должен был быть узаконен специальным королевским указом.
3. «Инцестные» дети, рождённые от родителей, связанных близким родством (или религиозным обетом). Статус этих детей, для унаследования титула или собственности, требовал специального папского разрешения (диспенсации). Впрочем, на практике папские диспенсации выдавались настолько часто, что в каждом диоцезе Испании были заготовлены готовые бланки, в которые нужно было только вписать соответствующее имя.

## Примеры геральдических корон
Структура герба в Испании включает щит, фон щита, который может быть нарисован простым (или витиеватым), шлем (необязательный элемент) или корону, если это герб дворянина и девиз (необязательный элемент). В испанской геральдике самое важное — изображение, помещённое на щите.
В английской, шотландской и ирландской геральдике встречается много дополнительных аксессуаров, которые редко используются в испанской геральдике. Они могут включать, помимо щита, шлем, мантию (тканевый плащ), венок (кружок из шёлка с золотым и серебряным шнуром для соединения шлема и нашлемника), нашлемник, девиз,щитодержатель (животные — реально существующие или вымышленные или люди, держащие щит), штандарты (то, что поддерживают щитодержатели) личные флаги, короны соответствующего ранга, эмблемы и символы рыцарских орденов. В целом, чем древнее испанский герб, тем проще его изображения.

Геральдический символ Короны монарха Испании Дизайн национального герба Испании
Геральдический символ короны на гербе монарха Испании Дизайн герба монарха Испании
Геральдический символ бывших территорий Арагонской короны
Геральдическая корона наследного принца Астурийского
Геральдическая корона наследного принца Жироны
Геральдическая корона испанских инфантов
Геральдическая корона инфантов Арагонской короны
Геральдическая корона испанского гранда
Геральдическая корона испанского герцога
Геральдическая корона испанского маркиза
Геральдическая корона испанского графа
Геральдическая корона испанского виконта
Геральдическая корона испанского барона
Геральдическая корона испанского сеньора (землевладельца)
Геральдическая корона испанского города (общая)
Геральдическая корона провинций Каталонии
Геральдическая корона комарк Каталонии
Геральдическая корона городов Каталонии
Геральдическая корона малых городов Каталонии
Геральдическая корона деревень Каталонии
Геральдическая корона Гербового короля Испании

## Регулирование

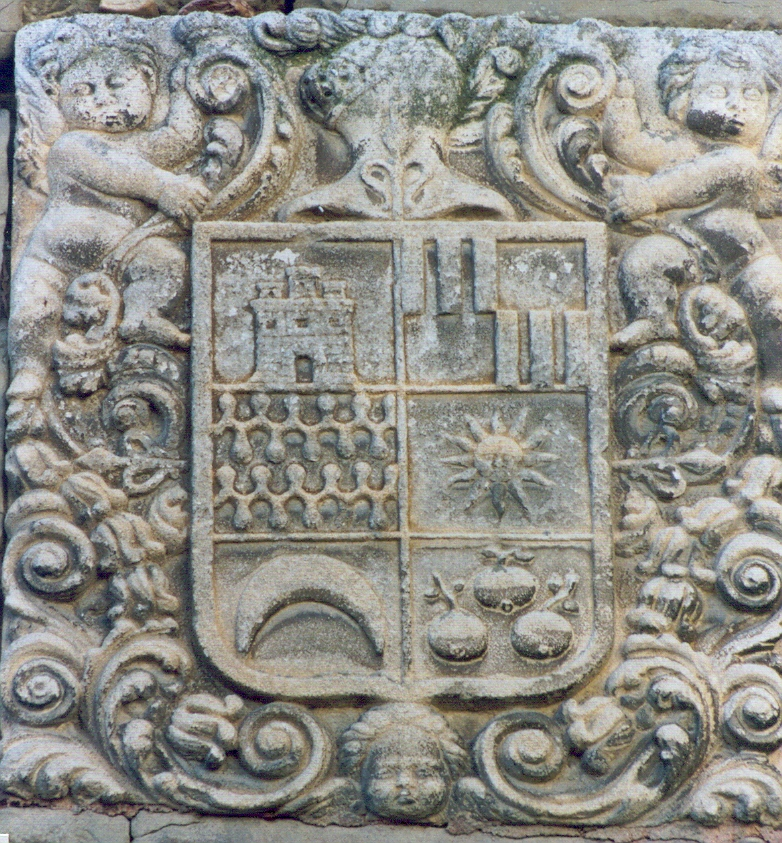
Герб дома Эна в Аербе

Королевский Гербовый король в Испании был государственным служащим, который имел полномочия разрешать геральдические споры. Канцелярия Гербового короля Испании берёт начало от корпуса герольдов (исп. heraldos). На раннем этапе формирования геральдики в Испании нередки были споры между дворянами по поводу прав на гербы, и эти споры первоначально разрешались королём, но затем разрешение этих споров было возложено на должностных лиц, именовавшихся герольдами, которые первоначально занимались организацией рыцарских турниров. Первая канцелярия Гербового короля в Испании появилась в XVI веке, но до этого герольды были в провинциях и не-столичных городах, летописцы упоминают о герольдах Кастилии, Леона, Фрехаса, Севильи, Кордовы, Мурсии, Гранады (созданы в 1496 году в честь воссоединения Испании), Эстельи, Вьяны, Наварры, Каталонии, Сицилии, Арагона, Неаполя, Толедо, Валенсии и Мальорки. Хотя должности герольдов не были наследственными, по меньшей мере в 15 испанских семьях было больше одного герольда за последние пятьсот лет (для сравнения — примерно такое же число герольдов было в Англии, Шотландии и Ирландии вместе взятых). Испанские герольды имели судебные полномочия в вопросах присвоения дворянских титулов, а также вели родословные.
Высший геральдический орган Испании исторически сменил несколько названий и в конце концов был назван «Королевской гербовой палатой» исп. Cuerpo de Cronista Rey de Armas, титулом главы палаты (гербового короля) был «декан» (Decano). Штат Гербовой палаты состоял из 4 служащих и 2 помощников (или заместителей), которые обычно выступали в качестве заверителей документов. Все они носили специальную форму. Гербовая палата была частью королевского двора и, как правило, подчинялась управляющему королевского двора.
Назначения в штат Гербовой палаты осуществлял лично правящий монарх (король или королева). Назначения были пожизненными и, хотя формально не были наследственными, нередко переходили от отца к сыну (или другому близкому родственнику). У испанских герольдов были и другие протокольные обязанности, нередко они выступали в качестве королевских посланников и эмиссаров. Точные функции и обязанности Гербового короля были чётко определены указами нескольких монархов и действуют до настоящего времени.
Важные изменения в статус Гербовой палаты были внесены в 1915 году, в 1931 году она была ликвидирована в связи с ликвидацией монархии в Испании, и восстановлена во время правления Франко в 1947—1951 годах. Последним Гербовым королём, назначенным министерством юстиции Испании, был Висенте де Каденас и Висент (умер в 2005 году). Правительство автономного сообщества Кастилии-Леон назначило дона Альфонсо де Себальоса-Эскалера-и-Гила, маркиза де ла Флореста и виконта де Айяла, Гербовым королём Кастилии и Леона. Себальос-Эскалер-и-Гил также исполняет обязанности личного герольдмейстера короля Испании. Ранее все действия герольдов Испании должны были утверждаться министерством юстиции, но недавнее законодательство установило полномочия Гербового короля Кастилии и Леона на уровне Гербового короля Испании с правом выдавать гербы гражданам Испании и отдельным гражданам бывших испанских колоний, без утверждения министерством юстиции.